# Nicolas Joly

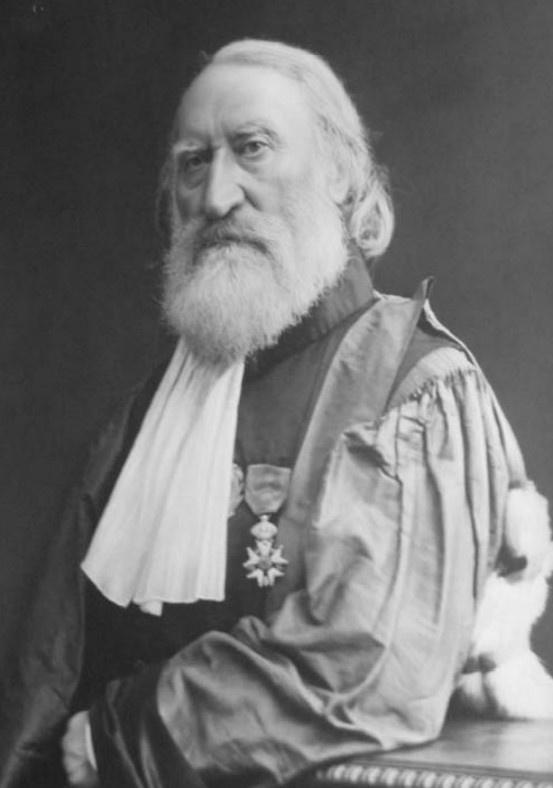
Nicolas Joly

Nicolas Joly (* 11. Juli 1812 in Toul; † 17. Oktober 1885 in Toulouse) war ein französischer Zoologe.

## Leben
Joly hatte einen Abschluss (Agrégation) in Naturwissenschaft und war Professor am Lyzeum in Montpellier. 1840 wurde er in Naturwissenschaft promoviert und 1851 in Medizin. Er wurde 1840 Dozent (Chargé du Cours) und 1843 Professor für Zoologie an der Faculté des Sciences in Toulouse (der späteren Universität) und der Medizinisch-Pharmazeutischen Fakultät (École de médecine et de pharmacie). 1878 wurde er emeritiert.
Er befasste sich mit experimenteller Physiologie und Zoologie und publizierte über verschiedene zoologische Themen (wie die Akklimatisierung von Lama und Alpaka aus Peru in den Pyrenäen oder Gefühle bei Tieren) und auch über Anthropologie (prähistorischer Mensch). Er ist bekannt als ein Opponent von Louis Pasteur (als Parteigänger von Félix Archimède Pouchet und mit seinem Schüler Charles Musset)  in der Diskussion um spontane Erzeugung von Leben. Pasteur hatte einen von der französischen Akademie der Wissenschaften 1862 preisgekrönten Aufsatz verfasst, in der die Theorie der spontanen Erzeugung von Leben widerlegt wurde (was auch offizieller Standpunkt der Akademie wurde). Leben kam nach Pasteur nur von anderem Leben (Keimtheorie). Joly kritisierte Pasteur auch noch 1863 nach der Entscheidung der Akademie in einem Aufsatz.
1875 wurde er korrespondierendes Mitglied der Académie des sciences.
Joly war auch mehrfach im Stadtrat von Toulouse. 1865 wurde er Ritter der Ehrenlegion.
Nicolas Joly ist Erstbeschreiber der Conchostraken-Gattung Isaura JOLY 1841.

## Schriften
- mit A. Lavocat: Études d'anatomie philosophique sur la main et le pied de l'homme et sur les extrémités des mammifères ramenées au type pentadactyle 1853
- Geoffroy Saint-Hilaire (Étienne), Paris 1856
- Examen critique du mémoire de M. Pasteur relatif aux générations spontanées, et couronné par l'Académie des sciences de Paris, dans sa séance du 29 décembre 1862, Mémoires de l’Académie impériale des Sciences de Toulouse, 1863.
- Note sur les progrès de l'hétérogénie au sein même de l'Institut de France, de l'Académie impériale de médecine de Paris, de l'Institut royal lombard, etc. : nouveaux faits confirmatifs en faveur de la génération spontanée, Mémoires de l’Académie impériale des Sciences de Toulouse, 1868.
- Haute antiquité du genre humain : discours prononcé à la séance publique de l'Académie impériale des sciences, inscriptions et belles-lettres de Toulouse, Toulouse, 1869.
- Etudes de psychologie comparée. Sentiments et passions chez les animaux. Mémoires de l'Académie impériale des sciences de Toulouse, 1884.
- L'homme avant les métaux, Paris: Alcan 1885
  - Englische Übersetzung: Man before metals, New York: Appleton 1897, Archive